# Rémi-Séraphin Bourdages
Pour les articles homonymes, voir Bourdages (homonymie).
Jean-David Bourdages connu sous le nom de Rémi-Séraphin Bourdages, né le 25 décembre 1799 à Saint-Denis-sur-Richelieu où il est mort le 24 décembre 1832, est un médecin et homme politique du Bas-Canada. Il représente Rouville à l'Assemblée législative du Bas-Canada de 1830 à 1832.

## Biographie
Né Jean-David Bourdages à Saint-Denis au Bas-Canada, il est le fils de Louis Bourdages et de Louise-Catherine Soupiran. Il fait ses études au Séminaire de Nicolet et les poursuit en médecine à Québec et à l'Université de New York. Autorisé à exercer la médecine au Bas-Canada en 1818, il s'établit à Sainte-Marie-de-Monnoir. 
Il est juge de paix et membre du bureau des médecins légistes du district de Montréal. En 1832, il épouse Marguerite Franchère, sœur de Joseph Franchère (en) et de Timothée Franchère. Il meurt en fonction à Saint-Denis, à l'âge de 32 ans. Il est inhumé dans le cimetière de Sainte-Marie-de-Monnoir (Marieville), le 27 décembre 1832.
Sa fille Josephte épouse Joseph-Napoléon Poulin (en).